# Pikornain 3C
Pikornain 3C (EC 3.4.22.28, pikornavirusna endopeptidaza 3C, poliovirusna proteaza 3C, rinovirusna proteaza 3C, proteaza 3C bolesti slinavka i šap, poliovirusna proteinaza 3C, rinovirusna proteinaza 3C, koksakievirusna 3C proteinaza, proteinaza 3C virusa bolesti slinavka i šap, 3C proteaza, 3C proteinaza, cisteinska proteinaza 3C, hepatitis A virusna 3C proteinaza, proteaza 3C, proteinaza 3C srodana sa nepovirusom prstenastih mrlja paradajza) je enzim. Ovaj enzim katalizuje sledeću hemijsku reakciju
Selektivno razlaganje Gln-Gly veze u poliovirusnom poliproteinu. U drugim pikornavirusnim reakcijama Glu može da bude supstituisan sa Gln, i Ser ili Thr za Gly
Ovaj enzim izražavaju entero-, rino-, afto- i kardiovirusi.

## Literatura
- Nicholas C. Price; Lewis Stevens (1999). Fundamentals of Enzymology: The Cell and Molecular Biology of Catalytic Proteins (Third изд.). USA: Oxford University Press. ISBN 019850229X.
- Eric J. Toone (2006). Advances in Enzymology and Related Areas of Molecular Biology, Protein Evolution (Volume 75 изд.). Wiley-Interscience. ISBN 0471205036.
- Branden C; Tooze J. Introduction to Protein Structure. New York, NY: Garland Publishing. ISBN 0-8153-2305-0.
- Irwin H. Segel. Enzyme Kinetics: Behavior and Analysis of Rapid Equilibrium and Steady-State Enzyme Systems (Book 44 изд.). Wiley Classics Library. ISBN 0471303097.
- William P. Jencks (1987). Catalysis in Chemistry and Enzymology. Dover Publications. ISBN 0486654605.

## Spoljašnje veze
- Picornain+3C на 